# Victoria van Zweden
Victoria Ingrid Alice Désirée (Stockholm, 14 juli 1977), prinses van Zweden, hertogin van Västergötland (Zweeds: Victoria Ingrid Alice Désirée, Sveriges kronprinsessa, hertiginna av Västergötland), is  kroonprinses van Zweden als het oudste kind van koning Carl XVI Gustaf en koningin Silvia van Zweden.

Monogram voor Victoria van Zweden

## Familie
Victoria heeft een jongere broer, prins Carl Philip (1979) en een jongere zus prinses Madeleine (1982). Op 27 september 1977 werd Victoria gedoopt. Haar peetouders zijn: (toen) kroonprins Harald V van Noorwegen, (toen) kroonprinses Beatrix der Nederlanden, haar oom Ralf Sommerlath en haar tante prinses Désirée, barones Silfverschiöld. 

Haar voornamen zijn allemaal vernoemingen:
- Victoria: naar haar betovergrootmoeder koningin Victoria;
- Ingrid: naar haar oudtante koningin Ingrid van Denemarken;
- Alice: naar haar oma, Alice Sommerlath, van moeders kant;
- Désirée: naar haar voorouder Désirée Clary, koningin van Zweden en/of naar haar tante prinses Désirée, barones Silfverschiöld.

De Zweedse dynastieke titel Hertogin van Västergötland werd haar in 1980 verleend; haar echtgenoot is Hertog van Västergötland.

## Troonopvolging

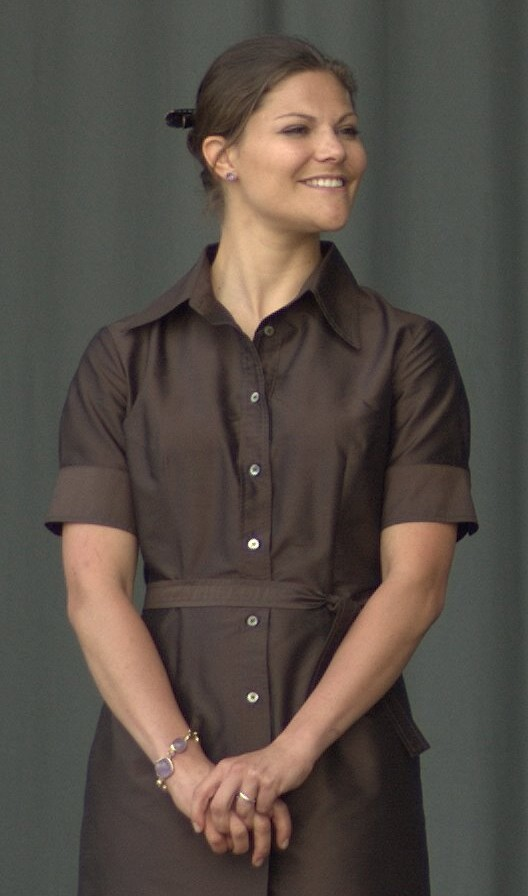
Kroonprinses Victoria (18 juni 2006)

In 1979 werd de Troonopvolgingswet uit 1810 (Successionsordningen) gewijzigd. Deze constitutionele wijziging betekent dat de troon ongeacht het geslacht door het oudste kind van de monarch geërfd wordt.  Hierdoor werd Victoria op 1 januari 1980 kroonprinses van Zweden en was haar in 1979 geboren broer Carl Philip troonopvolger af. De retroactieve constitutionele wijziging werd schijnbaar niet ondersteund door de koning, die de voorkeur gaf aan zijn zoon als troonopvolger (omdat deze ook als troonopvolger geboren was). Nog in 2023 zei Carl Gustaf dat hij het 'eigenlijk oneerlijk' vond naar zijn zoon dat de troonopvolgingsregels in 1980 met terugwerkende kracht waren gewijzigd. Bij de geboorte van Victoria in 1977 stond echter al vast dat de troonopvolgingswet zou worden aangepast en het was toen al duidelijk, dat zij ooit troonopvolger zou worden.
Doordat haar vader een achterachterkleinzoon is van koningin Victoria van het Verenigd Koninkrijk, is Victoria opgenomen in de Britse lijn van troonopvolging. Daarin gaat Carl Philip wel voor, omdat in deze lijn van troonopvolging mannen geboren voor 28 oktober 2011 voorrang op vrouwen hebben. Carl Philip en Victoria staan respectievelijk op de 182e en 183e plaats.

## Opleiding
In 1982-1984 ging Victoria naar de kleuterschool van de Västerledparochie. In 1984 begon ze de basisschool op de Smedslättskola in Bromma, later ging ze naar de Ålstensskolan ook in Bromma. Aansluitend ging Victoria naar het Enskilda Gymnasium in Stockholm, waar ze in 1996 haar diploma behaalde.
Haar talenkennis heeft ze in de zomervakantie in de Verenigde Staten en Duitsland verbeterd. In 1996-1997 studeerde Victoria Frans aan de Université Catholique de l’Ouest in Angers (Frankrijk). In de herfst van 1997 volgde ze een speciaal programma in de Riksdag (het Zweedse Parlement), voor beter begrip van de werkzaamheden van de Riksdag.
Van 1998 tot en met 2000 woonde Victoria in de Verenigde Staten waar ze politicologie en geschiedenis aan de Yale Universiteit (Connecticut) volgde. Daarbij was Victoria in mei 1999 stagiaire op de Zweedse ambassade in Washington D.C. en in juni en september 2002 stagiaire bij de Verenigde Naties in New York. In de herfst van 2000 studeerde Victoria conflictbeheersing en internationaal vrede handhaven aan het Zweeds Nationaal Militair College. In 2001 werd Victoria betrokken bij het Zweeds voorzitterschap van de Europese Unie en voltooide ze een studie programma bij overheidsinstanties (Rosenbad).
Gedurende de lente van 2002 volgde Victoria een studieprogramma bij de Styrelsen för internationellt utvecklingssamarbete (SIDA; Swedish International Development Cooperation Agency). In de herfst liep ze stage bij de Zweedse Handelskamers in Berlijn en Parijs. In 2003 bezocht Victoria Zweedse bedrijven, volgde ze een studie en een intern programma in landbouw en bosbouw en voltooide ze de basis soldaten training bij SWEDINT (Swedish Armed Forces International Centre).
In 2004 bleef Victoria Zweedse bedrijven bezoeken. En in de herfst van dat jaar vervolgde ze haar studies in politicologie, internationale relaties en conflict beheersing aan het Zweeds Nationaal Militair College. In 2005 bestudeerde ze aan de samenleving gerelateerde onderwerpen (privé begeleid) en volgde ze vakken aan de Universiteit van Stockholm.
In de herfst van 2006 begon Victoria in het diplomatenprogramma van het ministerie van Buitenlandse zaken. Dit programma is een trainingsprogramma voor jonge toekomstige diplomaten en geeft inzicht in het werk van het ministerie, Zweedse buitenlandse- en veiligheidspolitiek en Zweedse relaties met de rest van de wereld. De opleiding omvat lezingen, seminars, groepsopdrachten en bezoeken aan autoriteiten en instituten. Het programma liep van september 2006 tot en met juni 2007.
Gedurende de herfst van 2007 studeerde Victoria Frans en onderging een stage bij de (permanente) Zweedse vertegenwoordiging bij de Europese Unie.
Victoria spreekt vloeiend Zweeds, Duits, Engels en Frans.

## Kroonprinses van Zweden
Het meerderjarig verklaren van Victoria gebeurde op 14 juli 1995 tijdens een ceremonie in de Staatszaal van het Koninklijk Paleis te Stockholm. Victoria hield aldaar haar eerste toespraak voor de Riksdag.
Als kroonprinses is Victoria een "werkend" lid van de Zweedse koninklijke familie met haar eigen agenda gevuld met officiële afspraken. Daarbij ondersteunt ze haar vader met en bij representatieve taken.
Victoria is vooral geïnteresseerd in ontwikkelings- en vredespolitiek.
Ze is aanwezig bij de besprekingen van de koning met ministers en de adviseurs van buitenlandse zaken. Wanneer nodig treedt ze op als (tijdelijk) regent (Riksföreståndare). Victoria neemt ook deel aan de officiële diners van de koning en koningin, staatsbezoeken aan Zweden, de opening van de Riksdag, de festiviteiten op de Zweedse Nationale Dag en de jaarlijkse Nobelfestiviteiten.
Sinds 2001 onderneemt Victoria officiële bezoeken aan het buitenland als vertegenwoordigster van de koning. In de herfst van 2001 ging ze voor het eerst alleen op werkbezoek naar Japan. In 2002 bezocht Victoria Kosovo, in 2003 Egypte en de Verenigde Staten. In 2004 opende ze een tentoonstelling in Hongarije en bezocht ze Saoedi-Arabië. Victoria bezocht in 2005 Australië, Sri Lanka, Bangladesh, Japan, China en Turkije. In 2006 waren Brazilië en Frankrijk aan de beurt. Dubai en Luxemburg werden in 2008 bezocht.

## Kroonprinses Victoriafonds
Het Kroonprinses Victoriafonds werd in 1997 opgericht als onderdeel van Radiohjälpen, de fondsenwervende tak van Sveriges Television en Sveriges Radio. Het doel van het fonds is het ondersteunen van ontspannings- en recreatieve activiteiten voor kinderen en jonge mensen met een lichamelijke handicap of chronische ziekte.
Het gehele jaar kunnen aanvragen ingediend worden. Subsidies kunnen vrij breed gebruikt worden van het financieren van begeleiders bij recreatieve reisjes tot sporten zoals paardrijden, skiën en rolstoelbasketbal.
Elke zomer promoot Sveriges Television het fonds op televisie. De uitzendingen zijn vooral geconcentreerd rond de Zweedse Nationale Dag op 6 juni en de verjaardag van Victoria op 14 juli. Op de verjaardag van Victoria, wanneer uitgezonden wordt vanuit Borgholm waar de mensen en de koninklijke familie de verjaardag vieren, kan het publiek inbellen voor donaties en tegelijk meedoen aan prijsvragen/wedstrijden.
De middelen van het Kroonprinses Victoria Fonds zijn voornamelijk afkomstig van de bevolking (donaties). Maar grote bedrijven zoals Arla Foods, Swedbank, en AB Svenska Returpack zijn sponsorpartners. Verder komt steun van de Vereniging van Zweedse bakkers en banketbakkers, die elk jaar een nationale "prinsessentaart week" organiseren. Gedurende deze week doneren deelnemende bakkers en cafés 2,50 SEK per verkocht prinsessengebakje en 10 SEK per verkochte prinsessentaart aan het fonds.
Elk jaar wordt het resultaat van deze geldwervingsactie op de naamdag van Victoria, 12 maart, gepresenteerd. Meestal wordt dit door Victoria zelf gedaan. In 2007 was de opbrengst 200.000 SEK.
Victoria bezoek elk jaar één of meerdere clubs of projecten die geld van het fonds hebben ontvangen. Deze bezoeken worden niet bekendgemaakt via de officiële Koninklijke Agenda, maar worden privé gehouden. Victoria wordt vaak vergezeld door Sveriges Television en deze zendt korte programma's van deze bezoeken gedurende het jaar uit.

## Gezondheid
In 1997 bracht Victoria anorexia in de aandacht, door ervoor uit te komen dat ze aan een eetstoornis leed. Het nieuws werd gebracht door een woordvoerder, aanleiding waren vele roddels in bladen en kranten. Voorheen was Victoria van plan om aan Uppsala University te gaan studeren. Echter door de enorme aandacht van de media en het publiek werden de plannen gewijzigd. Victoria verhuisde naar de Verenigde Staten, waar ze professionele hulp kreeg en aan de Yale universiteit studeerde. Door deze drastische beslissing kon Victoria een anoniem leven leiden terwijl ze hulp en begeleiding kreeg zonder dat ze zich zorgen hoefde te maken over de media-aandacht of dat mensen haar op straat zouden herkennen.
Een jaar na haar herstel vertelde ze: 'Ik voel me nu heel goed, maar iedereen is door een heel moeilijke tijd gegaan.'
In november 2002 kwam het boek "Victoria, Victoria!" uit. Daarin spreekt Victoria zich ook uit over haar eetstoornis.

## Verloving en huwelijk

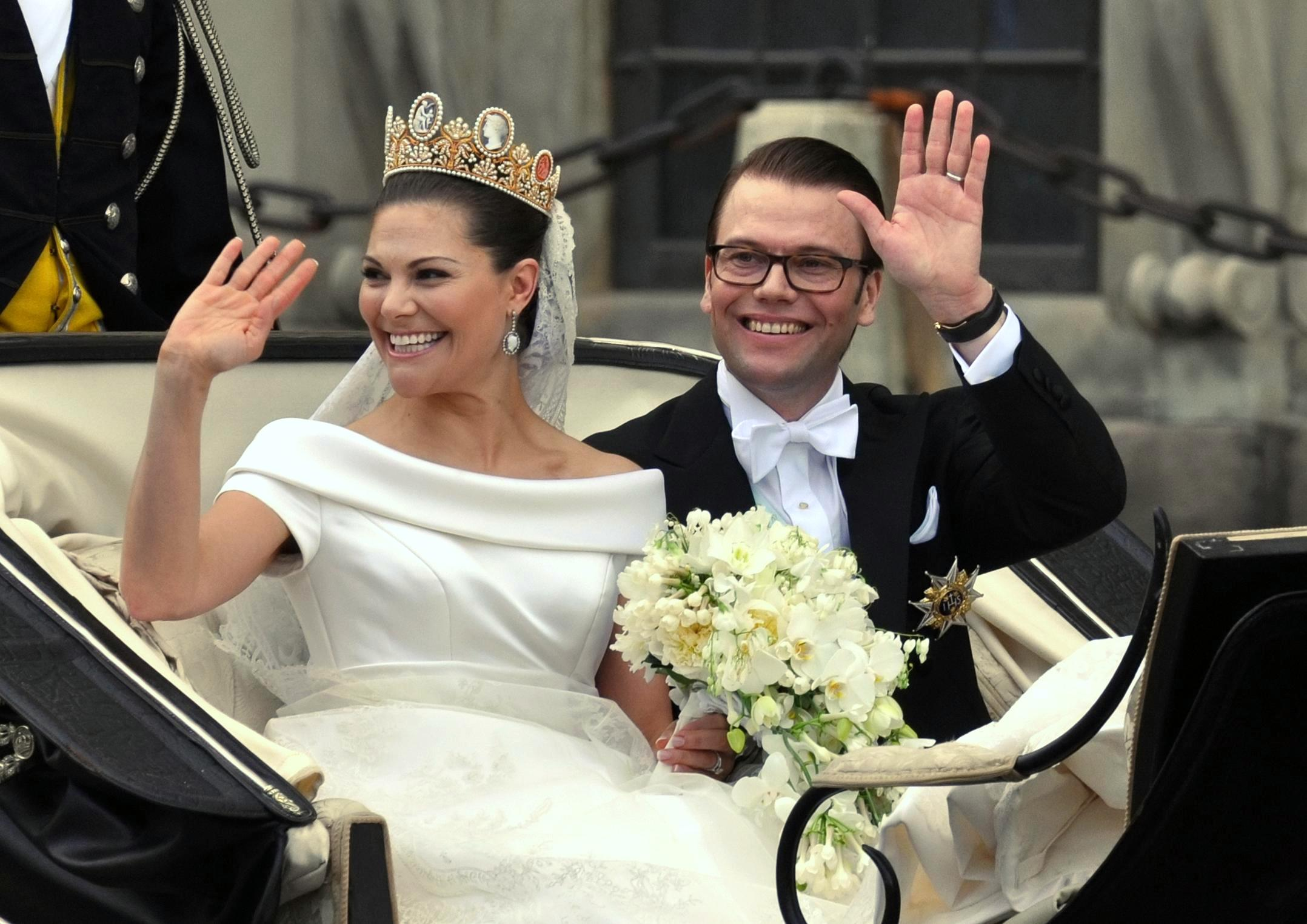
Het koppel in een open koets tijdens een rondrit door Stockholm, de prinses draagt het diadeem van de Cameeënparure

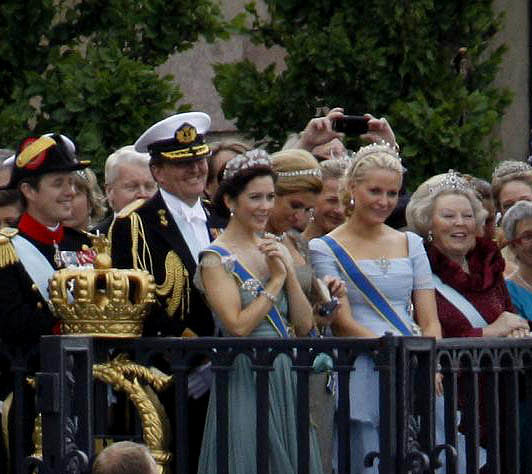
Een aantal van de koninklijke gasten

Er werd veel gesproken over het privéleven van Victoria, vooral wat relaties betreft. Haar eerste serieuze relatie was met Daniel Collert. Ze bewogen zich in dezelfde sociale kringen, bezochten dezelfde scholen en waren goede vrienden. Toen Victoria in 1998 naar de Verenigde Staten verhuisde voor haar studies en om te herstellen van haar eetstoornis, ging Daniel met haar mee en vestigde zich in New York. In september 2000 werd de relatie van Victoria en Daniel door Victoria in een interview tijdens Expo 2000 bevestigd. Later werd de relatie ook door Elisabeth Tarras-Wahlberg, het toenmalige hoofd van de Pers- en Informatieafdeling van het Koninklijk Hof, bevestigd. Victoria en Daniel Collert gingen in 2001 uit elkaar.
Sinds 2002 is ze gezien met Daniel Westling, haar personal trainer en een sportschooleigenaar. Ze liet weten dat ze alleen goede vrienden waren en dat ze er verder niets over kwijt wilde. Er is veel geroddeld over haar vermoedelijke relatie met Daniel, tot aan zogenaamde verlovingen toe. Ook was er kritiek op het feit dat Daniel niet tot haar klasse behoort. In april 2005, toen ze geïnterviewd werd door een Japanse krant, vertelde Victoria: Ik denk dat de moderne manier om te trouwen is wanneer je van elkaar houdt, ook voor de Zweden. Dan maakt het niet uit waar iemand vandaan komt. De kroonprinses noemde geen naam, maar ze zei dat er iemand in haar leven is.
Op 24 februari 2009 werden voorafgaand aan een overleg tussen de koning en de premier de geruchten over een naderende verloving en huwelijk van Victoria en Daniel Westling steeds intenser. De verloving werd bevestigd door het Zweedse hof in de vorm van een boodschap op YouTube. Het huwelijk van prinses Victoria en Daniel vond op 19 juni 2010 in de Storkyrkan in Stockholm plaats. Daniel draagt vanaf dat moment de titels Prins van Zweden en de dynastieke titel Hertog van Västergötland, met het predicaat Koninklijke Hoogheid.

### Huwelijksdatum
De datum van het huwelijk werd vastgesteld op dezelfde dag als het huwelijk tussen de ouders van Victoria, koning Carl XVI Gustaf van Zweden en Silvia Sommerlath, dat plaatsvond op 19 juni 1976, en het huwelijk van koning Karel XV van Zweden en Louise van Oranje-Nassau, op 19 juni 1850. Het gekozen jaar is 200 jaar nadat Karel XIV Johan van Zweden tot Zweedse troonopvolger werd gekozen.

### Kosten van het huwelijk
Op 17 september 2009 kondigde de parochie van de kathedraal aan dat 12,4 miljoen Zweedse kronen gebruikt zou worden voor een schoonmaak en renovatie van de kathedraal gedurende de periode van januari tot april 2010. Het huwelijk zelf zou ongeveer 20 miljoen kronen gaan kosten, waarvan de helft door de Zweedse Koninklijke familie en de helft door de Zweedse overheid betaald zou worden.

### Festiviteiten rond het huwelijk
Op 24 november 2009 werd besloten dat de dagen tussen de Nationale feestdag van Zweden en het huwelijk op 19 juni het thema "Love Stockholm 2010" meekregen. Voor de burgers werden er verscheidene activiteiten in het kader van muziek, kunst, cultuur, eten, design en geschiedenis georganiseerd.
Op 18 juni 2010 eerde het Zweedse parlement het koppel met een gala in het Concertgebouw van Stockholm. Optredens werden gegeven door Malena Ernman, Helen Sjöholm, Peter Jöback en de Zweedse band Roxette, die met zijn hit The Look optrad.

### Bruidsmeisjes- en jonkers
Als bruidsmeisje en bruidsjonker waren bij de bruiloft aanwezig (tussen haakjes de leeftijd ten tijde van het huwelijk):
- Prinses Amalia (6)
- Prins Christian (4)
- Giulia Sommerlath (14)
- Hedvig Blom (11)
- Ian De Geer (8)
- Prinses Ingrid Alexandra (6)
- Léopold Sommerlath (7)
- Madeleine von Dincklage (11)
- Vera Blom (6)
- Vivian Sommerlath (15)

## Kinderen
Op 17 augustus 2011 maakte het Zweedse Hof bekend dat Victoria zwanger was. Het betrof het eerste kind voor Victoria en Daniel. Op 23 februari 2012 werd hun dochter geboren, erfprinses Estelle Silvia Ewa Mary. Op 4 september 2015 werd officieel bekendgemaakt dat de prinses in maart 2016 haar tweede kind verwachtte. Op 2 maart 2016 beviel ze in Stockholm van een zoon, prins Oscar Carl Olof.

## Peettante
Kroonprinses Victoria is de peettante van erfprins Constantijn Alexios van Griekenland, kroonprinses Catharina-Amalia der Nederlanden, erfprinses Ingrid Alexandra van Noorwegen, erfprins Christian van Denemarken, prinses Eléonore van België, haar nichtje prinses Leonore van Zweden en haar neefje prins Alexander van Zweden.